# 朱弘复
朱弘复（1910年1月13日—2002年1月24日），男，江苏南通人，中华人民共和国昆虫学家，中国昆虫学会第三，四届理事会理事长（1982 - 1992）并出任中国科学院动物研究所所长（1982 - 1983）。曾任九三学社中央委员会常务委员，第三届全国人大代表，第五、六届全国政协委员。
朱弘复是昆虫幼虫分类学的主要创建者，于1949年出版 《昆虫分类学》专著 （How to Know the Immature Insects）。该书成为大学教科书延用数十年并数次重印。之后，朱弘复与Laurence K. Cutkomp合作修订并于1992年再版此书。